# Octoblepharum stramineum
Octoblepharum stramineum är en bladmossart som beskrevs av Mitten 1869. Octoblepharum stramineum ingår i släktet Octoblepharum och familjen Dicranaceae. Inga underarter finns listade i Catalogue of Life.